# Жизнь Мерлина
«Жизнь Мерлина» (лат. Vita Merlini) — произведение английского писателя Гальфрида Монмутского, написанное между 1149 и 1151 годами. Представляет собой пересказ валлийских легенд о Мерлине, написанный на латыни гекзаметром. Сохранилась единственная рукопись, датированная XIII веком. «Жизнь Мерлина» была впервые издана в 1830 году.